# Mistrzostwa Świata w Wioślarstwie 2019
Mistrzostwa Świata w Wioślarstwie 2019 odbyły się w Ottensheim w Austrii w dniach 25 sierpnia-1 września 2019 roku. Oprócz Ottensheim chęć organizacji mistrzostw wyraziły Hamburg w Niemczech, Račice w Czechach i Varese we Włoszech. 
Impreza ta stanowiła również eliminacje do zawodów wioślarskich, które odbędą się podczas Letnich Igrzysk Olimpijskich 2020 w Tokio w Japonii. 
Kilka dni przed rozpoczęciem mistrzostw doszło do tragicznego zdarzenia – 33-letni białoruski para-wioślarz Dmitry Ryszkiewicz utonął podczas jednej z sesji treningowych.   

## Medaliści i medalistki

### Mężczyźni
| Konkurencja | Złoto | Czas    | Srebro | Czas    | Brąz | Czas    |
| ----------- | --- | ------- | --- | ------- | --- | ------- |
| M1x         | Oliver Zeidler | 6:44.55 | Sverri Sandberg Nielsen | 6:44.58 | Kjetil Borch | 6:44.84 |
| M2x         | Chiny Liu Zhiyu Zhang Liang | 6:05.68 | Irlandia Philip Doyle Ronan Byrne | 6:06.25 | Polska Mirosław Ziętarski Mateusz Biskup | 6:07.87 |
| M4x         | Holandia Dirk Uittenbogaard Abe Wiersma Tone Wieten Koen Metsemakers                                                                                       | 5:51.75 | Polska Dominik Czaja Wiktor Chabel Szymon Pośnik Fabian Barański                                                                             | 5:55.59 | Włochy Filippo Mondelli Andrea Panizza Luca Rambaldi Giacomo Gentili                                                                             | 5:56.11 |
| M2-         | Chorwacja Martin Sinković Valent Sinković | 6:42.28 | Nowa Zelandia Thomas Murray Michael Brake | 6:45.47 | Australia Sam Hardy Joshua Hicks | 6:51.81 |
| M4-         | Polska Mateusz Wilangowski Mikołaj Burda Marcin Brzeziński Michał Szpakowski                                                                               | 6:09.86 | Rumunia Mihăiță Vasile Țigănescu Mugurel Semciuc Ștefan Constantin Berariu Cosmin Pascari                                                    | 6:11.41 | Wielka Brytania Matthew Rossiter Oliver Cook Rory Gibbs Sholto Carnegie                                                                          | 6:11.71 |
| M8+         | Niemcy Johannes Weißenfeld Laurits Follert Christopher Reinhardt Torben Johannesen Jakob Schneider Malte Jakschik Richard Schmidt Hannes Ocik Martin Sauer | 5:19.41 | Holandia Bjorn van den Ende Ruben Knab Jasper Tissen Simon van Dorp Maarten Hurkmans Bram Schwarz Mechiel Versluis Robert Lücken Aranka Kops | 5:19.96 | Wielka Brytania Thomas George James Rudkin Josh Bugajski Moe Sbihi Jacob Dawson Oliver Wynne-Griffith Matthew Tarrant Thomas Ford Henry Fieldman | 5:22.35 |
| LM1x        | Martino Goretti | 6:59.48 | Péter Galambos | 7:02.37 | Sean Murphy | 7:04.55 |
| LM2x        | Irlandia Fintan McCarthy Paul O’Donovan | 6:37.28 | Włochy Stefano Oppo Pietro Ruta | 6:39.71 | Niemcy Jonathan Rommelmann Jason Osborne | 6:41.07 |
| LM4x        | Chiny Zhang Zhiyuan Chen Sensen Lü Fanpu Zeng Tao | 5:53.63 | Włochy Lorenzo Fontana Alfonso Scalzone Catello Amarante II Gabriel Soares                                                                   | 5:55.01 | Holandia Damion Eigenberg David Kampman Ward van Zeijl Bart Lukkes                                                                               | 5:56.06 |
| LM2-        | Włochy Giuseppe Di Mare Raffaele Serio | 6:37.75 | Rosja Nikita Bołozin Maksim Telicyn | 6:42.07 | Brazylia Vangelis Pereira Emanuel Borges | 6:45.28 |

### Kobiety
| Konkurencja | Złoto | Czas    | Srebro | Czas    | Brąz | Czas    |
| ----------- | --- | ------- | --- | ------- | --- | ------- |
| W1x         | Sanita Pušpure | 7:17.14 | Emma Twigg | 7:20.56 | Kara Kohler | 7:22.21 |
| W2x         | Nowa Zelandia Brooke Donoghue Olivia Loe | 6:47.17 | Rumunia Nicoleta Ancuța-Bodnar Simona Radiș                                                                                                  | 6:48.55 | Holandia Roos de Jong Lisa Scheenaard | 6:49.22 |
| W4x         | Chiny Chen Yunxia Zhang Ling Lü Yang Cui Xiaotong                                                                                           | 6:34.65 | Polska Agnieszka Kobus-Zawojska Marta Wieliczko Maria Springwald Katarzyna Zillmann                                                          | 6:36.59 | Holandia Olivia van Rooijen Inge Janssen Sophie Souwer Nicole Beukers                                                                            | 6:36.62 |
| W2-         | Nowa Zelandia Grace Prendergast Kerri Gowler                                                                                                | 7:21.35 | Australia Jessica Morrison Annabelle McIntyre                                                                                                | 7:23.62 | Kanada Caileigh Filmer Hillary Janssens | 7:26.52 |
| W4-         | Australia Olympia Aldersey Katrina Werry Sarah Hawe Lucy Stephan                                                                            | 6:43.45 | Holandia Ellen Hogerwerf Karolien Florijn Ymkje Clevering Veronique Meester                                                                  | 6:45.55 | Dania Ida Jacobsen Frida Sanggaard Nielsen Hedvig Rasmussen Christina Johansen                                                                   | 6:47.84 |
| W8+         | Nowa Zelandia Ella Greenslade Emma Dyke Lucy Spoors Kelsey Bevan Grace Prendergast Kerri Gowler Elizabeth Ross Jackie Gowler Caleb Shepherd | 5:56.91 | Australia Leah Saunders Jacinta Edmunds Bronwyn Cox Georgina Rowe Rosemary Popa Annabelle McIntyre Jessica Morrison Molly Goodman James Rook | 5:59.63 | Stany Zjednoczone Felice Mueller Kristine O'Brien Meghan Musnicki Dana Moffat Olivia Coffey Emily Regan Gia Doonan Erin Reelick Katelin Guregian | 6:01.93 |
| LW1x        | Marie-Louise Dräger | 7:43.98 | Chiaki Tomita | 7:47.28 | Madeleine Arlett | 7:49.82 |
| LW2x        | Nowa Zelandia Zoe McBride Jackie Kiddle | 7:15.32 | Holandia Marieke Keijser Ilse Paulis | 7:19.51 | Wielka Brytania Emily Craig Imogen Grant | 7:21.38 |
| LW4x        | Włochy Giulia Mignemi Greta Martinelli Silvia Crosio Arianna Noseda                                                                         | 6:34.00 | Chiny Cheng Mengyin Wu Qiang Chen Fang Yuan Xiaoyu                                                                                           | 6:36.31 | Niemcy Fini Sturm Vera Spanke Leonie Pieper Leonie Pless                                                                                         | 6:37.72 |
| LW2-        | Stany Zjednoczone Margaret Bertasi Cara Stawicki                                                                                            | 7:32.64 | Włochy Sofia Tanghetti Maria Ludovica Costa                                                                                                  | 7:34.20 | Niemcy Janika Kölblin Marie-Christine Gerhardt                                                                                                   | 7:37.72 |

### Paraolimpijskie imprezy wioślarskie
Wszystkie klasy łodzi (z wyjątkiem PR3Mix2x) są również paraolimpijskie. 
| Konkurencja | Złoto                                                                                          | Czas     | Srebro                                                                                      | Czas     | Brąz                                                                                 | Czas          |
| ----------- | ---------------------------------------------------------------------------------------------- | -------- | ------------------------------------------------------------------------------------------- | -------- | ------------------------------------------------------------------------------------ | ------------- |
| PR1M1x      | Roman Polianskij                                                                               | 9:12.99  | Aleksiej Czuwaszew                                                                          | 9:19.43  | Erik Horrie                                                                          | 9:23.86       |
| PR2M1x      | Corné de Koning                                                                                | 8:42.78  | Jeremy Hall                                                                                 | 8:47.44  | Daniele Stefanoni                                                                    | 9:11.55       |
| PR3M2-      | Kanada Kyle Fredrickson Andrew Todd                                                            | 7:16.42  | Australia William Smith Jed Altschwager                                                     | 7:17.83  | Francja Jérôme Hamelin Laurent Viala                                                 | 7:24.00       |
| PR1W1x      | Birgit Skarstein                                                                               | 10:18.83 | Nathalie Benoit                                                                             | 10:24.07 | Moran Samuel                                                                         | 10:30.19      |
| PR2W1x      | Kathryn Ross                                                                                   | 9:37.30  | Annika van der Meer                                                                         | 9:56.84  | Katie O'Brien                                                                        | 10:01.64      |
| PR3W2-      | Stany Zjednoczone Molly Moore Jaclyn Smith                                                     | 8:06.51  | Włochy Greta Muti Maryam Afgei                                                              | 9:20.71  | Nie przyznano                                                                        | Nie przyznano |
| PR2Mix2x    | Wielka Brytania Lauren Rowles Laurence Whiteley                                                | 8:34.95  | Holandia Annika van der Meer Corné de Koning                                                | 8:37.78  | Francja Perle Bouge Christophe Lavigne                                               | 9:02.60       |
| PR3Mix2x    | Rosja Valentina Żagot Jewgienij Borisow                                                        | 7:48.32  | Austria Johanna Beyer David Erkinger                                                        | 8:01.12  | Stany Zjednoczone Joshua Boissoneau Pearl Outlaw                                     | 8:17.51       |
| PR3Mix4+    | Wielka Brytania Ellen Buttrick Giedre Rakauskaite James Fox Oliver Stanhope Erin Wysocki-Jones | 7:09.54  | Stany Zjednoczone Alexandra Reilly Charley Nordin John Tanguay Danielle Hansen Karen Petrik | 7:21.61  | Włochy Cristina Scazzosi Alessandro Brancato Lorenzo Bernard Greta Muti Lorena Fuina | 7:29.34       |